# オープンブロー
オープン・ブローは、ボクシング、その他グローブを使用する格闘技において、拳の内側、または指を開いた状態で相手を打つ反則行為。

## グローブでのオープン・ブロー
ナックルを正確に当てることを厳しく求められるアマチュアで反則をとられやすい。なお、アマチュアボクシングでは「拳を握らない、指を開いた状態で打つ」オープン・ブローと、「ナックル・パートでない、拳の内側で打つ」インサイド・ブローとを区別して反則を適用している。特に拳の内側や開いた状態で相手の耳を打つと、鼓膜が破れてしまうことがある。

## その他の格闘技でのオープン・ブロー
オープンフィンガーグローブを使用する総合格闘技では、拳を開いた攻撃（貫手、手刀打ち、掌底打ち等）を禁止している。
これらの攻撃をした場合には、オープン・ブローまたはサミングとみなされる。

## プロレス
プロレスにおいては、拳骨部での殴打は危険なため原則として反則となる（ただし、5カウント内なら使用できる）。これを回避するため、握った拳の内側（手の腹の側）で殴打するナックル・パートという技がある。
また、握った拳と手首の中間辺りで殴打するオープン・ハンド・ブローという技がある。主な使用者はビッグバン・ベイダー（ベイダー・ハンマーの名称で使用）、森嶋猛（モリシー・ハンマーの名称で使用）。